# Tarakatar
Tarakatar (armeniska: Թառակատար) är ett berg i Armenien. Det ligger i provinsen Siunik, i den sydöstra delen av landet, 180 kilometer sydost om huvudstaden Jerevan. Toppen på Tarakatar är 3 277 meter över havet, eller 33 meter över den omgivande terrängen. Bredden vid basen är 0,14 km.
Terrängen runt Tarakatar är bergig åt sydväst, men åt nordost är den kuperad. Närmaste större samhälle är Kapan, 18,0 kilometer sydost om Tarakatar. 
Trakten runt Tarakatar består i huvudsak av gräsmarker. Runt Tarakatar är det ganska glesbefolkat, med 42 invånare per kvadratkilometer.